# 大古和雄
大古 和雄（おおふる　かずお、1949年1月　-　）は日本の防衛官僚。

## 人物
東京都出身。東京大学法学部卒業後、1973年防衛庁入庁。長官官房総務課。1978年長官官房法制調査官付部員。外務省出向（在米国日本国大使館）、防衛局防衛課総括·政策班長等を経て1989年技術研究本部総務部会計課長。施設課長、航空機課長、広報課長、防衛局防衛政策課長、防衛審議官等を経て2003年管理局長。その後運用局長、防衛政策局長を務める。次官候補にも名が挙がったが2007年辞職。

## 略歴
- 1973年4月　防衛庁入庁　長官官房総務課[2]
- 1973年5月　防衛局防衛課[3]
- 1974年4月　防衛施設庁施設部施設補償課
- 1976年4月　大蔵省主計局
- 1978年4月　長官官房法制調査官付部員
- 1979年12月　防衛局防衛課総括·政策班部員
- 1980年4月　防衛局防衛課年度班部員
- 1982年5月　外務省在アメリカ合衆国日本国大使館二等書記官
- 1983年4月　同一等書記官
- 1985年7月　防衛局防衛課総括·政策班長
- 1986年8月　長官官房付
- 1987年8月　装備局管理課
- 1988年6月　長官官房総務課(兼)装備局管理課
- 1988年７月　(解)装備局管理課
- 1988年10月　長官官房企画官(兼)長官官房総務課
- 1989年6月　技術研究本部総務部会計課長
- 1991年6月　経理局施設課長
- 1993年7月　装備局航空機課長
- 1994年7月　長官官房広報課長
- 1996年6月　防衛局防衛政策課長
- 1998年　防衛審議官
- 1999年　情報本部副本部長
- 2001年　防衛施設庁施設部長
- 2003年8月1日　管理局長
- 2004年7月23日　運用局長[4]
- 2005年8月8日　防衛局長
- 2006年7月31日　防衛政策局長
- 2007年9月1日　辞職
- 2007年11月　IHI顧問

## 同期
野津研二（管理局長・装備施設本部長、2006年辞職）、河尻融（防衛研究所長、2006年辞職）、石井道夫（防衛大学校副校長、2007年辞職）らがいる。